# Gryphäenkalk
Der Gryphäenkalk (frz. Calcaire à gryphées) ist eine sedimentäre Formation Frankreichs. Sie wurde im Unteren Jura (Hettangium und Sinemurium) abgelagert.

## Bezeichnung
Der Gryphäenkalk ist eine Kalkformation mit sehr vielen Gryphäen (franz. gryphées).

## Vorkommen

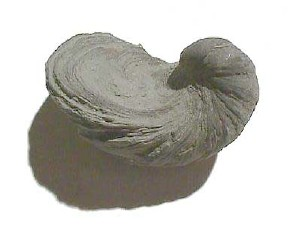
Gryphaea

Der Gryphäenkalk tritt vorwiegend im Pariser Becken im unteren Schichtverband des Lias auf. Er ist aber auch im Unterjura des Rhône-Grabens bei Lyon vorhanden.

## Stratigraphie
Der Gryphäenkalk folgt unmittelbar auf die unterlagernden Marnes de Levallois des Rhaetiums. Er wird seinerseits konkordant von den Argiles à Promicroceras (bzw. Marnes et argillites à ammonites) überlagert. Im nordöstlichen Lothringen schiebt sich in den Gryphäenkalk der Sandkörper des Grès d’Hettange.

## Lithologie

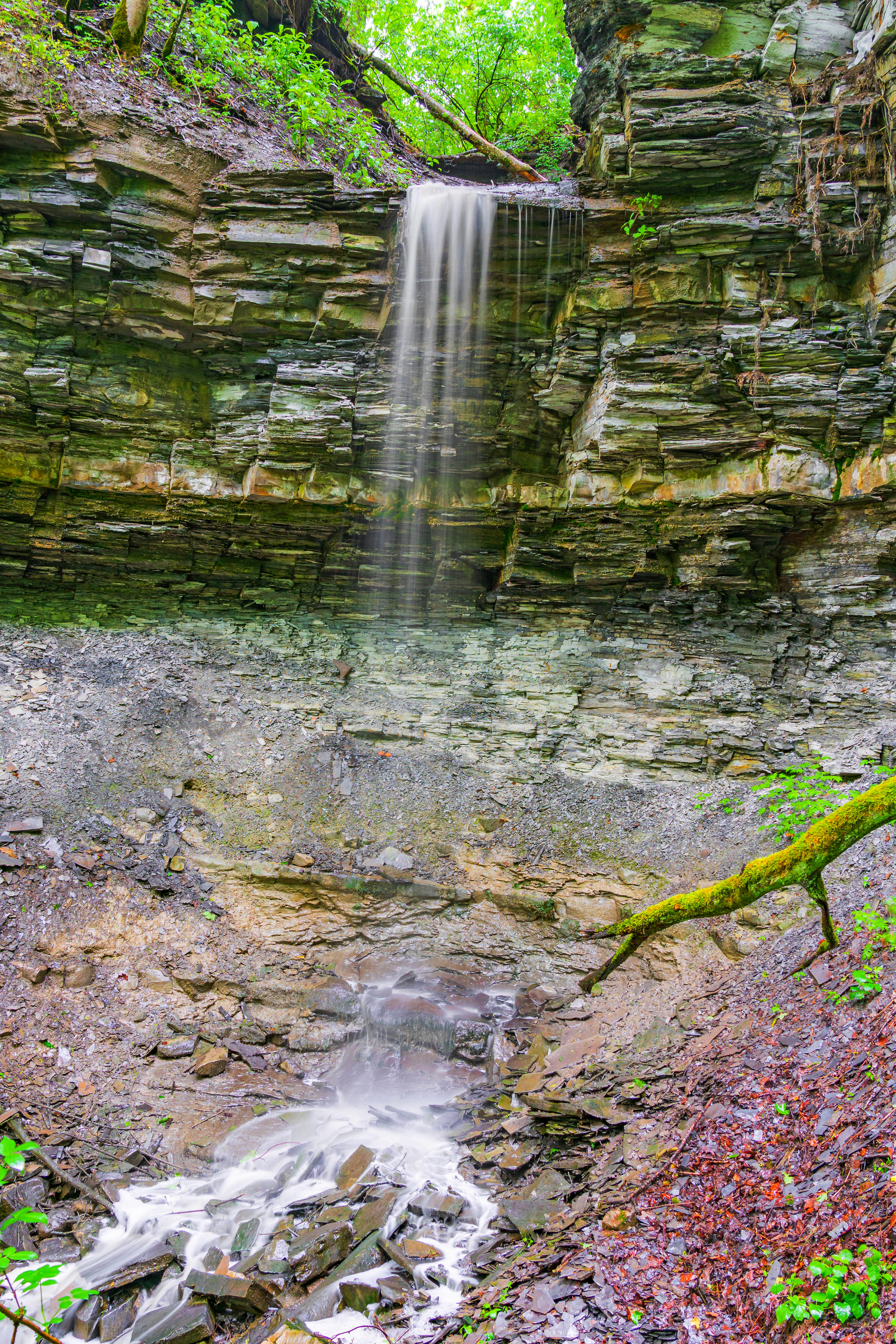
Aufschluss einer Folge von Gryphäenkalk-Bänken im Gebiet der Wutachschluchten

Der maximal zwischen 60 und 70 Meter mächtig werdende Gryphäenkalk besteht vorwiegend aus einer Wechselfolge von 10 bis 40 Zentimeter dicken, grauen, mergeligen Kalkbänken und dunkelblauen Mergellagen. Die Mergellagen verwittern gelblich, führen Pyrit und sind stellenweise bitumenhaltig. Die Formation baut sich aus insgesamt 35 dieser Wechselfolgen auf.
Die Sandkörpereinschaltung des Grès d'Hettange geht nicht unmittelbar in die Normalabfolge des Gryphäenkalk über, sondern wird nach Ausbildung einer Emersionsfläche noch von einer kalkig-sandigen Folge abgelöst.

## Geomorphologie
Der Gryphäenkalk bildet im Gelände zusammen mit dem Grès d'Hettange die deutliche Schichtstufe der Côte du Lias.

## Fossilinhalt

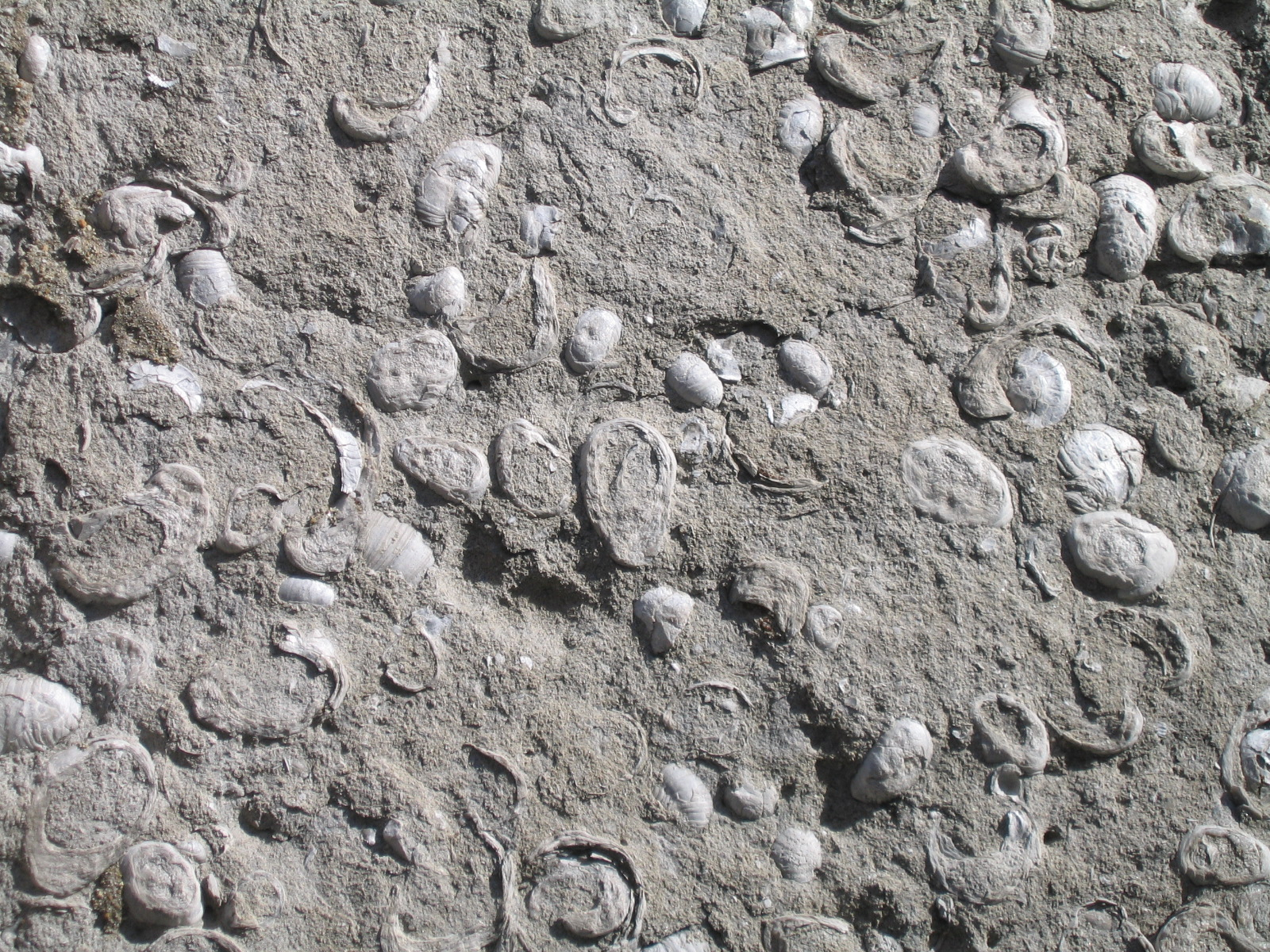
Typische Häufung gut erhaltener Gryphäen

Neben den gehäuft und lagenweise auftretenden Gryphäen mit Gryphaea arcuata, finden sich andere Bivalvia wie beispielsweise Chlamys, Entolium, Liostrea, Ostrea irregularis, Pinna, Plagiostoma gigantea, Pleuromya und Oxytoma, Armfüßer (darunter Lingula, Rhynchonella wie Rhynchonella defineri und Rhynchonella schimperi, Spiriferina mit Spiriferina walcotti und Terebratulida), Crinoidea mit Chladocrinus tuberculatus, Stachelhäuter, Schnecken, Korallen, Kalkröhrenwürmer sowie Spurenfossilien der Ichnotaxa Chondrites, Diplocraterion und Kulindrichnus. Gelegentlich sind auch Holzreste anzutreffen. Belemniten wie Belemnites acutus und Nautilus kommen im obersten Abschnitt der Formation vor. Die Ammoniten sind nicht sehr häufig, sie sind aber über die gesamte Formation verteilt. Unter ihnen Alsatites liasicus, Arietites bisulcatus, Arietites rariformis, Arnioceras semicostatum, Psiloceras johnstoni, Psiloceras planorbis und Schlotheimia angulata.

## Ablagerungsbedingungen
Die Abwesenheit photophiler Algen und Zooxanthellen-führender Korallen spricht für eine relativ lichtarme Biozönose der benthischen Fauna (infra- bis zirkumlittorale Stufe). Die vorhandenen Endobionten wie Gryphäen, Linguliden, Pinna, Plagiostoma und andere waren an ein weiches Substrat angepasst. Die unbeschädigte Erhaltung dieser Fossilien lässt auf ein nur wenig bewegtes Milieu schließen. Dennoch sind in einigen Bänken auch Erosionsspuren zugegen – Hinweis für ein höheres hydrodynamisches Regime, welches auf den Einfluss einer tiefreichenderen Wellenbasis zurückzuführen ist (wie beispielsweise bei Stürmen).
Das Erscheinen nektonischer Taxa (z. B. Belemniten) im obersten Abschnitt der Formation (unteres Sinemurium) gibt die im Verlauf des Hettangiums zunehmenden transgressiven Tendenzen zu erkennen, verknüpft mit einem Anstieg des Meeresspiegels. Dieser Vorgang gehört in einem weiteren regionalen Rahmen zu der ab der Trias-Jura-Grenze einsetzenden Transgression des alpinen Tethysmeeres in Richtung Pariser Becken, welche im Pliensbachium und Toarcium ihren Höchststand erreichen sollte.

### Gryphäen
Gryphäen reagieren sehr empfindlich auf Umweltbedingungen. Im trüben, warmen Wasser und bei relativer Sauerstoffarmut in Bodennähe ist ihr Wachstum gehemmt und sie bilden nur dünne, in die Breite gehende Schalen aus. Unter weniger turbiden, kühleren und besser durchlüfteten (weniger reduzierenden) Bedingungen hingegen entwickeln sie aufgrund einer erhöhten Kalkbildungsrate große Formen mit dicken Schalen. Für den Gryphäenkalk ergaben sich demzufolge mesotrophe, eingeengte und turbide Bedingungen zu Beginn der Formation im Hettangium. Ihr Sedimentationsraum war zu diesem Zeitpunkt durch das Hochgebiet um Lyon (franz. éperon de Lyon) noch vom Tethysraum isoliert und empfing sehr viel terrigenen Abtragungsschutt von den Ardennen im Norden. Erst im Hangenden (ab dem Sinemurium) etablierten sich dann phototrophe Bedingungen.

## Wirtschaftliche Bedeutung
Der Gryphäenkalk ist aufgrund seines Mergelgehalts ein wichtiger Rohstoff für die Zementindustrie.

## Alter
Absolutalter für den Calcaire à gryphées sind nicht bekannt. Biostratigraphisch lässt sich jedoch anhand der Ammonitenzonen (Psiloceras planorbis-Zone bis Arnioceras semicostatum-Zone) ein unterhettangisches bis untersinemurisches Alter ermitteln. Die Formation dürfte somit 199 bis 194 Millionen Jahre BP alt sein.